# Троїцька церква (Таганрог)
Троїцька церква (рос. Троицкая церковь) — православний храм, одна з перших будівель майбутньої фортеці на мису Таганий Ріг. Почала діяти 1 вересня 1699 року. Ця церква свого часу визначала силует Таганрога з боку моря, оскільки була видна звідусіль.

## Історія
Однією з перших будівель майбутнього Таганрога була церква, збудована до 1699 року. Вона мала престол в ім'я святої Трійці. За назвою Троїцької церкви фортеця та місто отримали назву Троїцьк, що на Таган-Розі. Розташована на високому березі (між пам'ятником Петру Першому і маяком, що існують і нині) церква обслуговувала гарнізон фортеці. Троїцька церква була освячена в 1699 році.
Під час війни з турками Росія зазнала великої невдачі і, згідно з Прутським договором 1711 року і на вимогу Туреччини, Таганрог мав бути зруйнований, а фортеця припинити своє існування. Церква була перевезена частинами в різні місця, але головним чином у Бахмут, і поставлена там біля земляного валу. У 1745 році цю церкву в Бахмуті через старість скасували, а замість неї збудували церкву в ім'я Святої Трійці в іншому місці Бахмута.

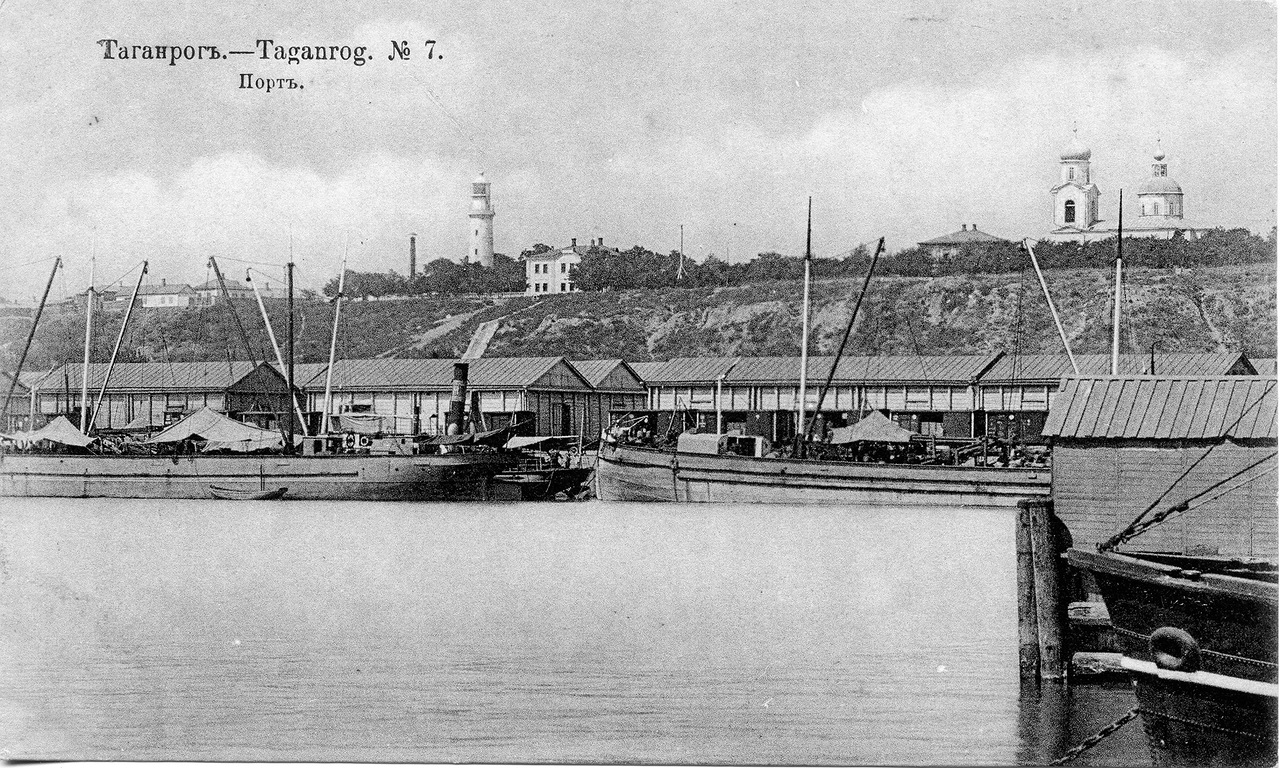
Вид на Троїцьку церкву з моря, 1900 г.

Коли в 1769 році Таганрог остаточно повернули Росії, єпископ Воронезький Тихон Задонський дав згоду на будівництво храму з трьома престолами: святої Трійці, святих апостолів Петра і Павла та великомучениці Катерини.
У 1782 році комендант Іван Касперов, отримавши підтримку з боку офіцерів фортеці, вирішив побудувати нову дерев'яну церкву на кам'яному фундаменті. У 1785 році закінчили будівництво, церкву освятили і оголосили соборною.
У 1884 році церква була перебудована.
У роки Радянської влади, в 1922 році церковне начиння була реквізоване радами, зокрема 20 ікон, 8 лампад, віночок з вісьмома золотими сяйвами, золотий хрест і дорогоцінні камені. У 1930 році Троїцька церква була закрита й перетворена в критий кооперативний ринок. Потім будівлю було віддано під ліжкову майстерню, а пізніше зруйновано. Коли під час німецької окупації в Таганрозі з дозволу німецької влади стали відкривати деякі вцілілі церкви, Троїцька церква виявилася для цього зовсім непридатною.